# Pieter de Carpentier
Pieter de Carpentier (Antwerpen, 19 februari 1586 – Amsterdam, 5 september 1659) was een bewindhebber en gouverneur-generaal van de Vereenigde Oostindische Compagnie (VOC). De Golf van Carpentaria, aan de noordkust van Australië, is in 1623 naar hem vernoemd.

## Biografie
Het gezin van Pieter de Carpentier vertrok vrij snel na zijn geboorte in Antwerpen richting het noorden. Hij studeerde in Leiden en in oktober 1615 trad hij in dienst van de VOC Op 23 januari 1616 vertrok hij als opperkoopman aan boord van de De Trouw richting Java, waar hij op 19 oktober in Bantam aankwam.
De Carpentier genoot al meteen het vertrouwen van de toenmalige gouverneur-generaal Jan Pieterszoon Coen. Toen Coen een nieuwe Raad van Indië samenstelde werd De Carpentier de belangrijkste man (23 maart 1619) en in het volgende jaar directeur-generaal. Samen met Coen bestormde hij Jacarta en stichtte er Batavia. Op 1 februari 1623 nam hij als gouverneur-generaal het bewind van Coen over.
De Carpentier zette het beleid van zijn voorganger voort, maar met meer tact. Hij had te maken met lastige Engelsen, kwaad vanwege de Ambonse moord. Zijn verdiensten liggen vooral in het creëren van goede verhoudingen met de inheemse vorsten en de organisatie in Batavia. Hij liet een school bouwen en begon met de bouw van een nieuw stadhuis. In oktober 1627 droeg hij het bewind terug over aan Coen en keerde terug naar de Nederlanden als admiraal van de retourvloot. Hij vertrok op 10 november 1627 met vijf schepen naar Middelburg, waar hij op op 4 juni 1628 arriveerde.
In oktober 1628 werd hij aangesteld als bewindhebber van de Amsterdamse kamer van de VOC. In 1629 en 1632 werd hij naar Engeland gezonden om de belangen van de VOC en de Staten-Generaal te behartigen. In augustus 1634 keerde hij terug naar Amsterdam. Een verzoek om nogmaals naar Indië te gaan, wees hij van de hand.

## Terug in Holland
De Carpentier is fors geëerd en beloond met geld en een gouden ereketting met medaille. Hij werd bewindhebber bij de Heren XVII en betrok een woning in de Nieuwe Doelenstraat die in 1635 was voltooid. Hij overleed op 5 september 1659 te Amsterdam en werd begraven in de Westerkerk naast zijn vrouw Maria Ravenel.
Gouverneur-generaal van de VOC

Both · 
Gerard Reynst · 
Reael · 
Coen · 
Carpentier · 
Coen · 
Specx · 
Brouwer · 
Van Diemen · 
Van der Lijn · 
Carel Reyniersz · 
Maetsuycker · 
Rijcklof van Goens · 
Speelman · 
Camphuys · 
Van Outhoorn · 
Van Hoorn · 
Van Riebeeck · 
Van Swol · 
Zwaardecroon · 
De Haan · 
Durven · 
Van Cloon · 
Patras · 
Valckenier · 
Thedens · 
Van Imhoff · 
Mossel · 
Van der Parra · 
Van Riemsdijk · 
De Klerk · 
Alting

 

Gouverneur-generaal van staatswege

Van Overstraten · 
Siberg · 
Wiese · 
Daendels · 
(Britse interventie: Raffles en Fendall) · 
Van der Capellen · 
De Kock · 
Du Bus de Gisignies · 
Van den Bosch · 
Baud · 
De Eerens · 
Van Hogendorp · 
Merkus · 
Jan Reijnst · 
Rochussen · 
Duymaer van Twist · 
Pahud · 
Prins · 
Sloet van de Beele · 
Prins · 
Mijer · 
Loudon · 
Van Lansberge · 
s'Jacob · 
Van Rees · 
Pijnacker Hordijk · 
Van der Wijck · 
Rooseboom · 
Van Heutsz · 
Idenburg · 
Van Limburg Stirum · 
Fock · 
De Graeff · 
De Jonge · 
Tjarda van Starkenborgh Stachouwer
- Biografisch Portaal: 03659451
- Gemeinsame Normdatei: 1036479897
- International Standard Name Identifier: 0000 0003 9989 9089
- Nederlandse Thesaurus van Auteursnamen: 070324557
- Virtual International Authority File: 295126289
- WorldCat: E39PBJdGRkCGJMr6MtJDWc3PcP